# Adiabata

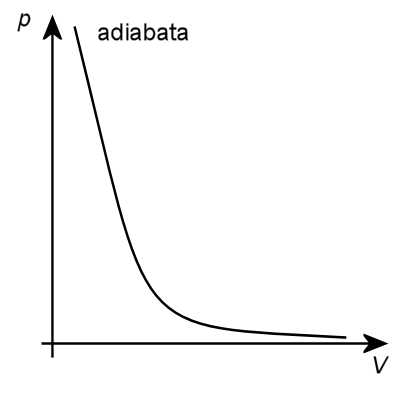
Adiabata v diagramu

Adiabata, nebo izoentropa (platí jen pro kvazistatické děje) je křivka popisující změny stavových veličin během adiabatického děje.
Ve stavovém diagramu {\displaystyle pV} (závislost tlaku na objemu plynu) má adiabata exponenciální průběh podle rovnice:
{\displaystyle pV^{\kappa }=konst.}
- {\displaystyle p} – tlak plynu
- {\displaystyle V} – objem plynu
- {\displaystyle \kappa } – Poissonova konstanta

Ve stavovém diagramu {\displaystyle TS} (závislost teploty na změně entropie) má adiabata lineární průběh podle rovnice:
{\displaystyle \Delta S=konst.}
- {\displaystyle \Delta S} – změna entropie plynu

Entropie se podél adiabaty nemění, odtud je odvozen i její alternativní název izoentropa (platí jen pro kvazistatické děje).